# Albert Rudé
Albert Rudé Rull (ur. 18 września 1987 w Ripoll) – hiszpański trener piłkarski. 
Od 29 grudnia 2023 do 31 maja 2024 roku szkoleniowiec pierwszej drużyny Wisły Kraków, z którą w sezonie 2023/2024 wygrał Puchar Polski. Od stycznia 2025 jest szkoleniowcem duńskiego Kolding IF.

## Życiorys[2]
Albert Rudé urodził się w miejscowości Ripoll, położonej nieopodal katalońskiej Girony. Karierę piłkarską rozpoczął na amatorskim szczeblu grają w regionalnych drużynach. W wieku 24 lat z powodu kontuzji został zmuszony ją zakończyć. Po tym wydarzeniu zdobył stopień doktorski, zaczął wykładać oraz został szefem działu piłki nożnej na barcelońskim Uniwersytecie Vic. Następnie założył własną szkołę trenerską MBP School of Coaches, która ukończyli m.in. polscy trenerzy Mikołaj Raczyński oraz Sławomir Cisakowski, członkowie sztabów szkoleniowych klubów z niższych polskich szczeblów rozgrywkowych.
W 2015 roku podczas przedstawiania wykładu w Meksyku poznał się z urugwajskim trenerem Diego Alonso, który zaproponował mu współpracę. Jako asystent trenera Alonso pracował w meksykańskich klubach CF Pachuca i CF Monterrey oraz jako pierwszy sztab szkoleniowy w nowopowstałym klubie amerykańskiego MLS-u należącego do Davida Beckhama Interu Miami.
W powyższych klubach jako członek sztabu szkoleniowego był odpowiedzialny za indywidualny rozwój piłkarzy klubów. Zdobył w tych klubach mistrzostwo Meksyku, dwukrotnie Ligę Mistrzów CONCACAF oraz brązowy medal Klubowych Mistrzostw Świata.
W międzyczasie w latach 2018–2019 podjął pracę w drużynie do lat 17 w meksykańskim klubie Querétaro FC. Rudé zdecydował się na ten ruch odrzucając propozycję objęcia innych seniorskich drużyn, ponieważ uznał, że pierwszy krok powinno postawić się w drużynie juniorskiej, gdzie jest więcej miejsca na popełnianie błędów oraz na możliwość lepszego poznania potrzeb i mentalności młodych piłkarzy.
30 września 2021 roku po raz pierwszy samodzielnie objął seniorską drużynę przyjmują propozycję kostarykańskiego klubu LD Alajuelense grającego w najwyższej krajowej klasie rozgrykowej Primera División. W pierwszej części sezonu 2021/2022 Aperturze doprowadził drużynę do drugiego miejsca w sezonie zasadniczym, następnie przegrywając w finale ligi z Deportivo Saprissa. W drugiej części sezonu Clausurze wygrał sezon zasadniczy, po czym ponownie przegrał finał ligi tym razem z CS Cartaginés. Po tym doszło do tzw. Wielkiego Finału (w Kostaryce jeśli zwycięzca sezonu zasadniczego nie wygrała fazy play-off dochodzi do pojedynku pomiędzy zwycięzcami tych dwóch faz sezonu) gdzie ponownie jego drużyna musiała uznać wyższość CS Cartaginés. Po tej przegranej 11 lipca 2022 został zwolniony przez władze klubowe.
| Mecze LD Alajuelense prowadzonego przez Alberta Rudé | Mecze LD Alajuelense prowadzonego przez Alberta Rudé | Mecze LD Alajuelense prowadzonego przez Alberta Rudé | Mecze LD Alajuelense prowadzonego przez Alberta Rudé | Mecze LD Alajuelense prowadzonego przez Alberta Rudé | Mecze LD Alajuelense prowadzonego przez Alberta Rudé        |
| Lp.                                                  | Data                                                 | Miejsce                                              | Przeciwnik                                           | Wynik                                                | Rozgrywki                                                   |
| ---------------------------------------------------- | ---------------------------------------------------- | ---------------------------------------------------- | ---------------------------------------------------- | ---------------------------------------------------- | ----------------------------------------------------------- |
| 1.                                                   | 13.10.2021                                           | Alajuela                                             | Santos de Guápiles                                   | 1:0                                                  | Primera División Apertura 2021, kolejka 15                  |
| 2.                                                   | 17.10.2021                                           | Heredia                                              | CS Herediano                                         | 0:0                                                  | Primera División Apertura 2021, kolejka 16                  |
| 3.                                                   | 24.10.2021                                           | Alajuela                                             | AD Guanacasteca                                      | 4:1                                                  | Primera División Apertura 2021, kolejka 17                  |
| 4.                                                   | 27.10.2021                                           | Grecia                                               | Municipal Grecia                                     | 2:1                                                  | Primera División Apertura 2021, kolejka 18                  |
| 5.                                                   | 31.10.2021                                           | Alajuela                                             | Deportivo Saprissa                                   | 0:0                                                  | Primera División Apertura 2021, kolejka 19                  |
| 6.                                                   | 21.11.2021                                           | Jicaral                                              | A.D.R. Jicaral                                       | 3:0                                                  | Primera División Apertura 2021, kolejka 20                  |
| 7.                                                   | 25.11.2021                                           | Alajuela                                             | Guadalupe FC                                         | 1:0                                                  | Primera División Apertura 2021, kolejka 21                  |
| 8.                                                   | 28.11.2021                                           | Alajuela                                             | Municipal Pérez Zeledón                              | 3:0                                                  | Primera División Apertura 2021, kolejka 22                  |
| 9.                                                   | 03.12.2021                                           | Guápiles                                             | Santos de Guápiles                                   | 2:3                                                  | Primera División Apertura 2021, faza play-off, 1/2 finału   |
| 10.                                                  | 05.12.2021                                           | Alajuela                                             | Santos de Guápiles                                   | 1:0                                                  | Primera División Apertura 2021, faza play-off, 1/2 finału   |
| 11.                                                  | 10.12.2021                                           | San José                                             | Deportivo Saprissa                                   | 1:2                                                  | Primera División Apertura 2021, faza play-off, finał        |
| 12.                                                  | 13.12.2021                                           | Alajuela                                             | Deportivo Saprissa                                   | 0:0                                                  | Primera División Apertura 2021, faza play-off, finał        |
| 13.                                                  | 16.01.2022                                           | Alajuela                                             | Guadalupe FC                                         | 1:0                                                  | Primera División Clausura 2022, kolejka 2                   |
| 14.                                                  | 23.01.2022                                           | Alajuela                                             | AD Guanacasteca                                      | 4:0                                                  | Primera División Clausura 2022, kolejka 3                   |
| 15.                                                  | 04.02.2022                                           | San Isidro                                           | Municipal Pérez Zeledón                              | 1:2                                                  | Primera División Clausura 2022, kolejka 4                   |
| 16.                                                  | 10.02.2022                                           | Alajuela                                             | CS Cartaginés                                        | 3:2                                                  | Primera División Clausura 2022, kolejka 5                   |
| 17.                                                  | 13.02.2022                                           | Alajuela                                             | Deportivo Saprissa                                   | 0:1                                                  | Primera División Clausura 2022, kolejka 6                   |
| 18.                                                  | 17.02.2022                                           | San José                                             | Sporting FC                                          | 1:2                                                  | Primera División Clausura 2022, kolejka 1                   |
| 19.                                                  | 20.02.2022                                           | Jicaral                                              | A.D.R. Jicaral                                       | 3:0                                                  | Primera División Clausura 2022, kolejka 7                   |
| 20.                                                  | 27.02.2022                                           | Alajuela                                             | Municipal Grecia                                     | 1:0                                                  | Primera División Clausura 2022, kolejka 8                   |
| 21.                                                  | 03.03.2022                                           | Heredia                                              | CS Herediano                                         | 1:1                                                  | Primera División Clausura 2022, kolejka 9                   |
| 22.                                                  | 07.03.2022                                           | Quesada                                              | AD San Carlos                                        | 3:0                                                  | Primera División Clausura 2022, kolejka 10                  |
| 23.                                                  | 02.04.2022                                           | Alajuela                                             | Santos de Guápiles                                   | 0:2                                                  | Primera División Clausura 2022, kolejka 11                  |
| 24.                                                  | 06.04.2022                                           | Alajuela                                             | Sporting FC                                          | 1:1                                                  | Primera División Clausura 2022, kolejka 12                  |
| 25.                                                  | 11.04.2022                                           | Guadalupe                                            | Guadalupe FC                                         | 2:0                                                  | Primera División Clausura 2022, kolejka 13                  |
| 26.                                                  | 16.04.2022                                           | Nicoya                                               | AD Guanacasteca                                      | 3:0                                                  | Primera División Clausura 2022, kolejka 14                  |
| 27.                                                  | 20.04.2022                                           | Alajuela                                             | Municipal Pérez Zeledón                              | 3:1                                                  | Primera División Clausura 2022, kolejka 15                  |
| 28.                                                  | 24.04.2022                                           | Cartago                                              | CS Cartaginés                                        | 2:1                                                  | Primera División Clausura 2022, kolejka 16                  |
| 29.                                                  | 28.04.2022                                           | San José                                             | Deportivo Saprissa                                   | 0:2                                                  | Primera División Clausura 2022, kolejka 17                  |
| 30.                                                  | 01.05.2022                                           | Alajuela                                             | A.D.R. Jicaral                                       | 3:0                                                  | Primera División Clausura 2022, kolejka 18                  |
| 31.                                                  | 04.05.2022                                           | Grecia                                               | Municipal Grecia                                     | 1:1                                                  | Primera División Clausura 2022, kolejka 19                  |
| 32.                                                  | 09.05.2022                                           | Alajuela                                             | CS Herediano                                         | 2:1                                                  | Primera División Clausura 2022, kolejka 20                  |
| 33.                                                  | 13.05.2022                                           | Alajuela                                             | AD San Carlos                                        | 1:0                                                  | Primera División Clausura 2022, kolejka 21                  |
| 34.                                                  | 16.05.2022                                           | Guápiles                                             | Santos de Guápiles                                   | 0:2                                                  | Primera División Clausura 2022, kolejka 22                  |
| 35.                                                  | 20.06.2022                                           | San José                                             | Deportivo Saprissa                                   | 1:1                                                  | Primera División Clausura 2022, faza play-off, 1/2 finału   |
| 36.                                                  | 23.06.2022                                           | Alajuela                                             | Deportivo Saprissa                                   | 3:1 pd.                                              | Primera División Clausura 2022, faza play-off, 1/2 finału   |
| 37.                                                  | 26.06.2022                                           | Cartago                                              | CS Cartaginés                                        | 0:0                                                  | Primera División Clausura 2022, faza play-off, finał        |
| 38.                                                  | 01.07.2022                                           | Alajuela                                             | CS Cartaginés                                        | 1:1                                                  | Primera División Clausura 2022, faza play-off, finał        |
| 39.                                                  | 04.07.2022                                           | Cartago                                              | CS Cartaginés                                        | 0:1                                                  | Primera División Clausura 2022, faza play-off, wielki finał |
| 40.                                                  | 07.07.2022                                           | Alajuela                                             | CS Cartaginés                                        | 1:1 pd.                                              | Primera División Clausura 2022, faza play-off, wielki finał |

19 stycznia 2023 roku powrócił do rodzimego kraju obejmując grający na trzecim poziomie rozgrywkowym Primera Federación CD Castellón z celem awansu do Segunda División. Drużyna sezon w grupie 2 zakończyła na trzecim miejscu, co oznaczało dla niej międzygrupowe baraże o awans, w których po pokonaniu w półfinale Deportivo de La Coruña, drużyna Rudégo przegrała z AD Alcorcón. Po nieosiągnięciu założonego celu 30 czerwca tego samego roku został zwolniony z klubu.
| Mecze CD Castellón prowadzonego przez Alberta Rudé | Mecze CD Castellón prowadzonego przez Alberta Rudé | Mecze CD Castellón prowadzonego przez Alberta Rudé | Mecze CD Castellón prowadzonego przez Alberta Rudé | Mecze CD Castellón prowadzonego przez Alberta Rudé | Mecze CD Castellón prowadzonego przez Alberta Rudé                |
| Lp.                                                | Data                                               | Miejsce                                            | Przeciwnik                                         | Wynik                                              | Rozgrywki                                                         |
| -------------------------------------------------- | -------------------------------------------------- | -------------------------------------------------- | -------------------------------------------------- | -------------------------------------------------- | ----------------------------------------------------------------- |
| 1.                                                 | 22.01.2022                                         | Aranguren                                          | CA Osasuna B                                       | 3:1                                                | Primera Federación 2022/2023, grupa 2, kolejka 20                 |
| 2.                                                 | 29.01.2022                                         | Castelló de la Plana                               | UE Cornellà                                        | 1:0                                                | Primera Federación 2022/2023, grupa 2, kolejka 21                 |
| 3.                                                 | 05.02.2022                                         | La Nucia                                           | CF La Nucía                                        | 1:1                                                | Primera Federación 2022/2023, grupa 2, kolejka 22                 |
| 4.                                                 | 12.02.2022                                         | Castelló de la Plana                               | CD Eldense                                         | 2:0                                                | Primera Federación 2022/2023, grupa 2, kolejka 23                 |
| 5.                                                 | 19.02.2022                                         | Castelló de la Plana                               | CD Atlético Baleares                               | 2:1                                                | Primera Federación 2022/2023, grupa 2, kolejka 24                 |
| 6.                                                 | 25.02.2022                                         | Alicante                                           | CF Intercity                                       | 1:3                                                | Primera Federación 2022/2023, grupa 2, kolejka 25                 |
| 7.                                                 | 05.03.2022                                         | Bilbao                                             | SD Amorebieta                                      | 1:2                                                | Primera Federación 2022/2023, grupa 2, kolejka 26                 |
| 8.                                                 | 12.03.2022                                         | Castelló de la Plana                               | CD Alcoyano                                        | 1:0                                                | Primera Federación 2022/2023, grupa 2, kolejka 27                 |
| 9.                                                 | 19.03.2022                                         | Soria                                              | CD Numancia                                        | 0:0                                                | Primera Federación 2022/2023, grupa 2, kolejka 28                 |
| 10.                                                | 26.03.2022                                         | Castelló de la Plana                               | Gimnàstic Tarragona                                | 0:0                                                | Primera Federación 2022/2023, grupa 2, kolejka 29                 |
| 11.                                                | 02.04.2022                                         | Logroño                                            | UD Logroñés                                        | 1:0                                                | Primera Federación 2022/2023, grupa 2, kolejka 30                 |
| 12.                                                | 08.04.2022                                         | Castelló de la Plana                               | CD Calahorra                                       | 1:2                                                | Primera Federación 2022/2023, grupa 2, kolejka 31                 |
| 13.                                                | 16.04.2022                                         | Sabadell                                           | CE Sabadell FC                                     | 1:3                                                | Primera Federación 2022/2023, grupa 2, kolejka 32                 |
| 14.                                                | 22.04.2022                                         | Castelló de la Plana                               | FC Barcelona Atlètic                               | 1:1                                                | Primera Federación 2022/2023, grupa 2, kolejka 33                 |
| 15.                                                | 30.04.2022                                         | Lezama                                             | Bilbao Athletic                                    | 2:0                                                | Primera Federación 2022/2023, grupa 2, kolejka 34                 |
| 16.                                                | 07.05.2022                                         | Castelló de la Plana                               | SD Logroñés                                        | 1:0                                                | Primera Federación 2022/2023, grupa 2, kolejka 35                 |
| 17.                                                | 14.05.2022                                         | Murcja                                             | Real Murcia                                        | 1:1                                                | Primera Federación 2022/2023, grupa 2, kolejka 36                 |
| 18.                                                | 20.05.2022                                         | Castelló de la Plana                               | Real Unión                                         | 1:1                                                | Primera Federación 2022/2023, grupa 2, kolejka 37                 |
| 19.                                                | 27.05.2022                                         | Usurbil                                            | Real Sociedad B                                    | 1:1                                                | Primera Federación 2022/2023, grupa 2, kolejka 38                 |
| 20.                                                | 04.06.2022                                         | A Coruña                                           | Deportivo de La Coruña                             | 0:1                                                | Primera Federación 2022/2023, grupa 2, baraże o awans, 1/2 finału |
| 21.                                                | 11.06.2022                                         | Castelló de la Plana                               | Deportivo de La Coruña                             | 4:3 pd.                                            | Primera Federación 2022/2023, grupa 2, baraże o awans, 1/2 finału |
| 22.                                                | 18.06.2022                                         | Castelló de la Plana                               | AD Alcorcón                                        | 0:0                                                | Primera Federación 2022/2023, grupa 2, baraże o awans, finał      |
| 23.                                                | 24.06.2022                                         | Alcorcón                                           | AD Alcorcón                                        | 1:2                                                | Primera Federación 2022/2023, grupa 2, baraże o awans, finał      |

29 grudnia 2023 roku został trenerem polskiego klubu Wisła Kraków, występującego w pierwszej lidze. Podpisał kontrakt do końca sezonu, z opcją przedłużenia w przypadku awansu do Ekstraklasy. 2 maja 2024 roku prowadzona przez niego Wisła Kraków pokonała po dogrywce 2:1 Pogoń Szczecin w finale Pucharu Polski na Stadionie Narodowym w Warszawie.
| Mecze Wisły Kraków prowadzonej przez Alberta Rudé | Mecze Wisły Kraków prowadzonej przez Alberta Rudé | Mecze Wisły Kraków prowadzonej przez Alberta Rudé | Mecze Wisły Kraków prowadzonej przez Alberta Rudé | Mecze Wisły Kraków prowadzonej przez Alberta Rudé | Mecze Wisły Kraków prowadzonej przez Alberta Rudé |
| Lp.                                               | Data                                              | Miejsce                                           | Przeciwnik                                        | Wynik                                             | Rozgrywki                                         |
| ------------------------------------------------- | ------------------------------------------------- | ------------------------------------------------- | ------------------------------------------------- | ------------------------------------------------- | ------------------------------------------------- |
| 1.                                                | 18.02.2024                                        | Rzeszów                                           | Stal Rzeszów                                      | 2:1                                               | I liga polska 2023/2024, kolejka 20               |
| 2.                                                | 23.02.2024                                        | Kraków                                            | GKS Tychy                                         | 0:1                                               | I liga polska 2023/2024, kolejka 21               |

## Sukcesy
Wisła Kraków
- Puchar Polski:  2023/2024

## Statystyki kariery trenerskiej
stan na 29 grudnia 2023
| Drużyna        | Kraj      | Od               | Do              | M  | Z  | R  | P  | BZ | BS | Róż | %Z      |
| -------------- | --------- | ---------------- | --------------- | -- | -- | -- | -- | -- | -- | --- | ------- |
| LD Alajuelense | Kostaryka | 30 września 2021 | 11 lipca 2022   | 40 | 21 | 10 | 9  | 60 | 31 | +29 | 52,50%  |
| CD Castellón   | Hiszpania | 19 stycznia 2023 | 30 czerwca 2023 | 23 | 9  | 8  | 6  | 27 | 23 | +4  | 39,13%  |
| Wisła Kraków   | Polska    | 29 grudnia 2023  |                 | 1  | 1  | 0  | 0  | 2  | 1  | +1  | 100,00% |
| Ogólnie        | Ogólnie   | Ogólnie          | Ogólnie         | 64 | 31 | 18 | 15 | 89 | 55 | +34 | 48,44%  |